# José Clemente Maurer
José Clemente Maurer (Püttlingen, 13 marzo 1900 – Sucre, 27 giugno 1990) è stato un cardinale e arcivescovo cattolico tedesco.

## Biografia
Nacque a Püttlingen il 13 marzo 1900.
Nel 1920 entrò nella Congregazione del Santissimo Redentore e, divenuto sacerdote, venne inviato come missionario in Bolivia, dove ricoprì importanti cariche per la sua congregazione.
Vescovo ausiliare di La Paz nel 1950, nel 1951 venne promosso alla sede metropolitana di Sucre: fu presidente della Conferenza episcopale boliviana e prese parte ad alcune sessioni del Concilio Vaticano II.
Papa Paolo VI lo creò cardinale presbitero del titolo del Santissimo Redentore e Sant'Alfonso in via Merulana nel concistoro del 26 giugno 1967: partecipò ai due conclavi del 1978.
Morì il 27 giugno 1990 all'età di 90 anni.

## Genealogia episcopale e successione apostolica
La genealogia episcopale è:
- Cardinale Scipione Rebiba
- Cardinale Giulio Antonio Santori
- Cardinale Girolamo Bernerio, O.P.
- Arcivescovo Galeazzo Sanvitale
- Cardinale Ludovico Ludovisi
- Cardinale Luigi Caetani
- Cardinale Ulderico Carpegna
- Cardinale Paluzzo Paluzzi Altieri degli Albertoni
- Papa Benedetto XIII
- Papa Benedetto XIV
- Cardinale Enrico Enriquez
- Arcivescovo Manuel Quintano Bonifaz
- Cardinale Buenaventura Córdoba Espinosa de la Cerda
- Cardinale Giuseppe Maria Doria Pamphilj
- Papa Pio VIII
- Papa Pio IX
- Cardinale Alessandro Franchi
- Cardinale Giovanni Simeoni
- Cardinale Antonio Agliardi
- Cardinale Basilio Pompilj
- Cardinale Adeodato Piazza, O.C.D.
- Cardinale José Clemente Maurer, C.SS.R.

La successione apostolica è:
- Arcivescovo René Fernández Apaza (1968)
- Vescovo Alfonso Nava Carreón (1969)
- Vescovo Antonio Eduardo Bösl, O.F.M. (1973)
- Vescovo Giovanni Decimo Pellegrini, O.F.M. (1973)
- Vescovo Roger-Émile Aubry, C.SS.R. (1973)
- Arcivescovo Alejandro Mestre Descals, S.I. (1976)
- Cardinale Julio Terrazas Sandoval, C.SS.R. (1978)
- Arcivescovo Edmundo Luis Flavio Abastoflor Montero (1985)
- Arcivescovo Jesús Gervasio Pérez Rodríguez, O.F.M. (1985)